# رقصنده طبقه بالا
رقصنده طبقه بالا (به انگلیسی: The Dancer Upstairs) فیلمی محصول سال ۲۰۰۲ و به کارگردانی جان مالکوویچ است. در این فیلم بازیگرانی همچون خاویر باردم، خوان دیه‌گو بوتو، لائورا مورانته، الویرا مینگوئز، وولفرامیو سینو، الیور کاتن، لوئیس میگوئل سینترا و جان مالکوویچ ایفای نقش کرده‌اند.